# Frank Amankwah
Frank Amankwah (* 29. Dezember 1971 in Obuasi) ist ein ehemaliger ghanaischer Fußballspieler. Der Abwehrspieler nahm mit der U-23-Nationalmannschaft an den Olympischen Sommerspielen 1992 teil; die Mannschaft gewann dabei die Bronzemedaille.

## Karriere
Amankwah begann seine Profikarriere 1991 bei Asante Kotoko. Zur Saison 1996/1997 wechselte er zum deutschen Zweitligisten FC Gütersloh, wo er jedoch nur zu sieben Kurzeinsätzen kam. In der darauffolgenden Saison spielte er beim niederländischen Zweitligisten AZ Alkmaar, mit denen er 1998 in die Ehrendivision aufstieg. 1999 wechselte er zum griechischen Erstligisten Iraklis Thessaloniki, wo er ein Jahr unter Vertrag stand. 2002 kehrte er in seine Heimat zu den King Faisal Babes zurück und spielte in den Jahren 2003 bis 2004 erneut bei Asante Kotoko.
Zwischen 1992 und 1997 bestritt Amankwah insgesamt 33 Länderspiele für ghanaische Auswahlmannschaften, für die er zwei Tore erzielte.